# Bình An (Quảng Nam)
Bình An is een xã in het district Thăng Bình, een van de districten in de Vietnamese provincie Quảng Nam. Bình An heeft ruim 12.200 inwoners op een oppervlakte van 21,6 km².

## Geografie en topografie
Bình An ligt in het zuiden van de huyện Thăng Bình. In het zuiden grenst Bình An aan de huyện Phú Ninh en de thành phố Tam Kỳ. De aangrenzende xã's in Phú Ninh zijn Tam An en Tam Thành. De aangrenzende xã in Tam Kỳ is Tam Thăng.
De aangrenzende xã's in Thăng Bình zijn Bình Quế, Bình Trung en Bình Nam.
De Go Tre stroomt door Bình An.

## Verkeer en vervoer
Een van de belangrijkste verkeersaders is de quốc lộ 1A. Deze weg verbindt Lạng Sơn met Cà Mau. Deze weg is gebouwd in 1930 door de Franse kolonisator. De weg volgt voor een groot gedeelte de route van de AH1. Deze Aziatische weg is de langste Aziatische weg en gaat van Tokio in Japan via verschillende landen, waaronder de Volksrepubliek China en Vietnam, naar Turkije. De weg eindigt bij de grens met Bulgarije en gaat vervolgens verder als de Europese weg 80.
Ook de Spoorlijn Hanoi - Ho Chi Minhstad gaat door Bình An. Bình An heeft geen spoorwegstation aan deze spoorlijn.